# Авдеев, Вадим Николаевич
Вади́м Никола́евич Авде́ев (укр. Вадим Миколайович Авдєєв, 23 декабря 1933, Зиновьевск, Одесская область — 23 января 1997, Киев) — украинский оперный певец (тенор). Заслуженный артист УССР (1969). Лауреат I республиканского конкурса имени Н. Лысенко (первая премия, 1962).

## Биография
Родился 23 декабря 1933 года в городе Зиновьевске (теперь Кропивницкий). Учился пению у А. Петляш. Окончил Киевскую консерваторию (класс Д. Петриненко).
В 1956—1958 годах был солистом ансамбля песни и танца Киевского военного округа.
В 1958—1960 годах — солист Украинского народного хора имени Г. Верёвки.
В 1960—1986 годах являлся солистом Киевской филармонии.
В 1987—1997 годах работал педагогом студии Украинского народного хора имени Г. Верёвки. Репертуар Авдеева состоял из произведений отечественной и зарубежной классики, украинских народных песен.
Скончался 23 января 1997 года. Похоронен в Киеве на Байковом кладбище.